# Корнелл Дюпрі
Корнелл Лютер Дюпрі (анг.Cornell Luther Dupree) (19 грудня 1942 — 8 травня 2011) — американський гітарист, що грав у таких музичних стилях, як соул, ритм-н-блюз, блюз, джаз. Працював у різні часи із такими музиками, як Арета Франклін (англ.Aretha Franklin), Білл Уізерс (англ.Bill Withers), Донні Хазевей (англ.Donny Hathaway), Кінг Кертіс (англ.King Curtis), Стів Гедд (англ.Steve Gadd), з'являвся у вечірньому шоу Девіда Летермана, написав книгу про техніку гри на соул та блюз гітарі: Rhythm and Blues Guitar ISBN 0-634-00149-3. На загальну думку він записався на 2,500 тисячах сесійних записах. Саме він грав відомий гітарний риф, що розпочинав пісню Арети Франклін «Respect».

## Біографія
Дюпрі народився та виріс у Форт-Верт (або Форт-Уорт, англ. Fort Worth), штат Техас, де він закінчив вищу школу I. M. Terrell High School. Дюпрі розпочав свою кар'єру, граючи у студійній групі Atlantic Records, записуючись у альбомах Арети Франклін Aretha Live at Fillmore West та Кінг Кертіс, як член гурту «The King Pins» (так як він виріс у Форт-Уерт, разом із Кінгом Кертіс). У 1969-му він з'являвся на записах таких музик, як Ліна Хорнел (англ. Lena Horne) та Габор Жабо (англ. Gábor Szabó), та на записах разом із Арчі Шепом (англ. Archie Shepp), Гровером Вашингтоном Молодшим (англ. Grover Washington, Jr.), Снукі Янгом (англ. Snooky Young) та Майлсом Девісом (англ. Miles Davis).
Він був одним із засновників гурту Стаф (англ.Stuff), який складвався із його добрих знайомих, гітариста Еріка Гейла (англ.Eric Gale), піаніста Річарда Ті (англ.Richard Tee), барабанщиків Стівена Гедда та Кріса Паркера (англ.Chris Parker), та бас-гітариста Гордона Едвардса (англ.Gordon Edwards). Дюпрі та Ті грали разом на багатьох записах. Із таких, що можна відзначити, це вже зазначені вище альбоми Арети Франклін та Кінг Кертіс, також альбоми Джо Кокера (англ.Joe Cocker) Stingray та Luxury You Can Afford, також сольні альбоми Корнелла Teasin', Saturday Night Fever (instrumental), Shadow Dancing, Can't Get Through, Coast to Coast, Uncle Funky, Child's Play, Bop 'n' Blues, та Unstuffed. Він грав у Брука Бентона (англ.Brook Benton) «Rainy Night in Georgia» та «Please Send Me Someone to Love», та брав участь у запису двох треків у альбомі Пітера Вольфа (англ.Peter Wolf) 1998-го року, Fool's Parade.
Для підсилення електрогітари Корнелл використовував легендарний ламповий 80-ти ватний комбопідсилювач фірми Фендер (англ.Fender) «red-knob» Twin Reverb. У більш ранні роки Корнелл грав га гітарі також фірми Фендер, а саме на моделі Телекастер (англ. Telecaster) (на запису виступу гурту Стаф на джазовому фестивалі у Монтре (Швейцарія) 1976-го року, в руках Корнелла можна побачити саме цю гітару). Проте пізніше, підписавши контракт із фірмою Ямаха, він грав на іменній моделі, що зветься Dupree Super Jam (спочатку ця гітара була подібна до SJ-550 HM, але зараз вона випускається більш подібною до Ямаха Пасіфіка (англ. Pacifica) із трома звукознімачами та з кленовим грифом).[джерело?]
Дюпрі помер 8-го травня 2011-го року у своєму домі у Форт-Верті, штат Техас.

## Дискографія

### Як лідер
- 1974: Teasin' (Wounded Bird)
- 1977: Saturday Night Fever (instrumental)
- 1979: Shadow Dancing
- 1988: Coast to Coast (Antilles Records)
- 1991: Can't Get Through
- 1992: Uncle Funky (Live)
- 1993: Child's Play
- 1994: Bop 'n' Blues (Kokopelli Records)
- 2011: I'm Alright (Dialtone Records)

### Як сесійний музикант
Із Charles Earland
- The Dynamite Brothers (Prestige, 1973)

Із Eddie Harris
- Come on Down (Atlantic, 1970)
- Second Movement (Atlantic, 1971) — with Les McCann

Із Gene Harris
- Gene Harris of the Three Sounds (Blue Note, 1972)

Із Lena Horne and Gábor Szabó
- Lena & Gabor (Skye, 1969)

Із Yusef Lateef
- Hush 'N' Thunder (Atlantic, 1972)

Із Arif Mardin
- Journey (Atlantic, 1974)

Із Jack McDuff
- A Change Is Gonna Come (Atlantic, 1966)
- Magnetic Feel (Cadet, 1975)

Із Bernard Purdie
- Stand By Me (Whatcha See Is Whatcha Get) (Mega, 1971)
- Soul Is... Pretty Purdie (Flying Dutchman, 1972)

Із Marlena Shaw
- Marlena (Blue Note, 1972)
- From the Depths of My Soul (Blue Note, 1973)

Із Sonny Stitt
- Mr. Bojangles (Cadet, 1973)

Із The Nineteenth Whole
- Smilin'

Із Donny Hathaway
- Live (Donny Hathaway album) (Atlantic, 1972)